# 시모나가사키촌
시모나가사키촌(下長崎村)은 나가사키현 니시소노기군에 있던 촌이다. 1898년에 나가사키시에 편입되었다. 현재의 나가사키시 주오지역의 일부에 해당한다.

## 지리
노모 반도(나가사키 반도)및 니시소노기 기슭, 나카지마강 지류인 도사강 유역에 위치하고 있다.

## 역사
- 1889년 4월 1일 - 정촌제 시행에 의해 니시소노기군 시모나가사키촌이 성립하였다.
- 1898년 10월 1일 - 도마치촌, 후치촌, 가미나가사키촌의 일부와 함께 나가사키시에 편입해 시모나가사키촌은 지자체에서 폐지되었다.

## 참고문헌
- 角川日本地名大辞典 42 長崎県
- 長崎縣告示第百二十九號『市村廃置分合の件  보관됨 2018-04-26 - 웨이백 머신・ 보관됨 2018-04-26 - 웨이백 머신』長崎県公報 明治31年7月22日付
- 市域の変遷（長崎市例規集）